# Степанишина Оксана Михайлівна
Степанишина Оксана Михайлівна (криптонім — О.М.; 19.01.1895 — імовірно, після 1942) — історик, педагог. Учениця М.Грушевського та Й.Гермайзе. Народилася в с. Старе Село (нині село Підкарпатського воєводства, Польща). Навчалась на історичному відділі Харківських вищих жіночих курсів (1913—17), закінчила Київські вищі жіночі курси (1917). З 1918 вчителювала в середніх навчальних закладах Києва, зокрема в трудовій школі № 1 ім. Т.Шевченка. 1925—30 — аспірантка, науковий співробітник Науково-дослідної кафедри історії України при ВУАН. Захистила промоційну працю "Господарство Браницьких на Київщині та реформи 1860-х років в цих маєтках" (1928). Науковий співробітник Археографічної комісії (1925—33) та Комісії для дослідження соціально-економічного розвитку України 18—19 ст. (1930—33) при ВУАН. Звільнена з ВУАН під час чистки 1933.
Директор жіночої гімназії в окупованому Києві (1942). Подальша доля невідома.
Досліджувала соціально-економічну історію України 19 ст. Автор спогадів про останні роки життя М.Грушевського.